# Záštita

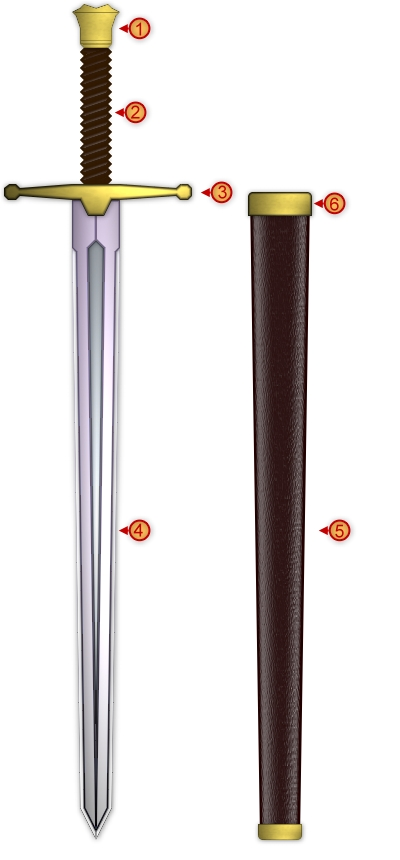
Záštita – zde č. 3

Záštita je kovová část poboční chladné zbraně – meče či dýky –, která odděluje čepel od jílce či rukojeti zbraně. Sloužila k ochraně ruky držící zbraň před účinky chladných zbraní protivníka. Nejstarší záštity měly tvar rovné příčky, jež byla kolmá k čepeli „ve tvaru břevna kříže“. Tato záštita byla později známá též jako quillon. 
Některé turnajové meče měly záštity terčovité či oválné. Zvláštním druhem záštity je prstencová cuba, která je tradiční součástí japonských mečů.

## Historie
Rané meče se vždy používaly ve spojení se štítem, proto neměly opravdovou záštitu, ale spíš jakýsi typ zarážky, která zabraňovala, aby ruka při výpadech sklouzávala k čepeli. Asi nejstarší typy záštit se objevují počátkem 3. století u perských mečů z období Sásánovské říše. U evropských mečů se záštita jako ochranný prvek vyvinula kolem 10. století. Nejstaršími evropskými typy mečů se záštitou byly asi zbraně vikingů. 
V 11. století už záštita patřila ke standardní výbavě normanských mečů a posléze všech rytířských mečů. Tyto záštity měly tvar rovné příčky kolmé k čepeli. U mečů z 12. a 13. století mohla být rovná příčka zúžená nebo prohnutá. 
Od 15. století se začaly objevovat bohatší tvary záštit, jež měly lepší ochrannou funkci. Záštita mohla být s hlavicí jílce spojená takzvaným záštitným obloukem, čímž vznikal jednoduchý koš zbraně. Jedinému zahnutému prutu podél prstů umístěnému zhruba rovnoběžně s jílcem a kolmo k jakékoli křížové záštitě se také říkalo chránič kloubů. Jestliže se k záštitnému oblouku přidaly další kovové prvky, například destičky, jež mohly být zdobené rozličnými ornamenty, vznikl buď složitější, případně až zcela uzavřený koš.
Od počátku 16. století začaly být záštity v Evropě čím dál propracovanější. Jílcovým košům přibývaly dodatečné prvky jako smyčky, zákruty či záhyby, které chránily ruku. Záštita mohla mít i tvar listu či zvonu. Byl-li tento záštitný list protažený až k hlavici jílce, hovoříme o listovém koši.
Po příchodu kordů a rapírů zaměřených na výpadové útoky se tyto záštity ukázaly jako nedostatečné. Proto se do 17. století začaly zhotovovat záštity, jež obsahovaly pevný štít o průměru okolo dvou palců, který obklopoval celou čepel. Starší typy této záštity si zachovaly quillon, který byl u novějších typů odstraněn, a tento typ získal označení číška. Tento novější typ se stal základem záštit moderních fleretů a kordů.

## Galerie

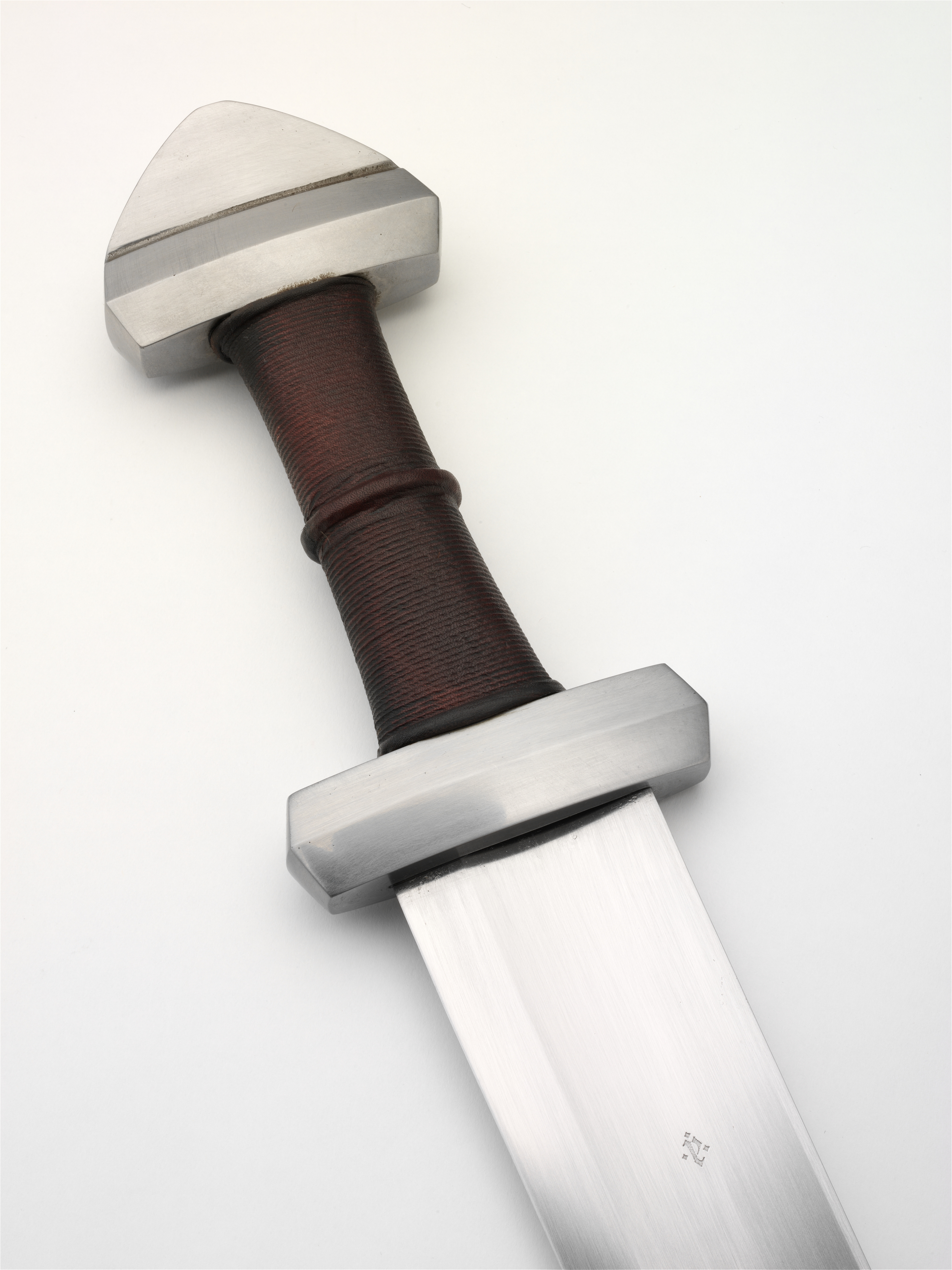
Jednoduchá záštita
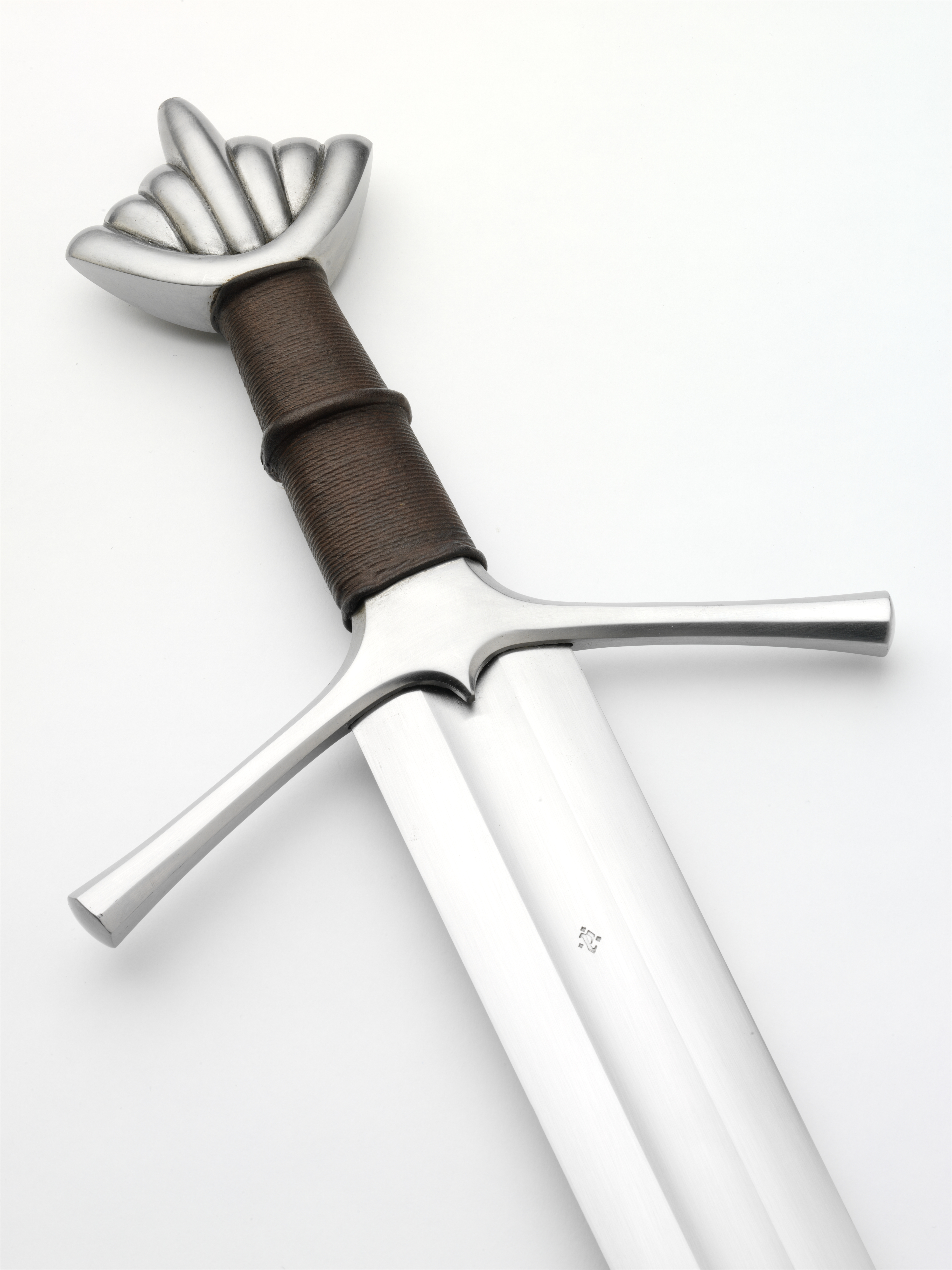
Meč s prohnutou příčkou záštity